# بريسم

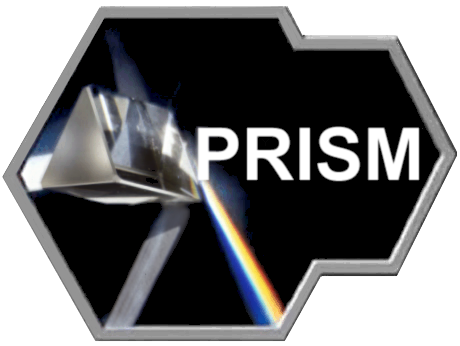
شعار لبرنامج بريسم

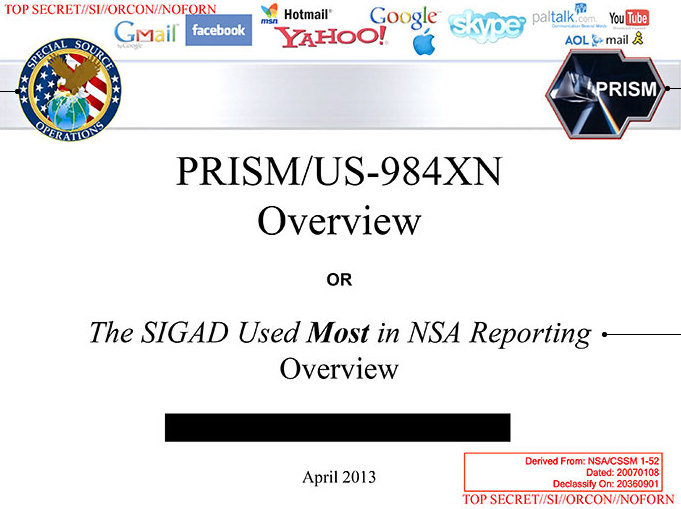
شريحة مسربة من عرض تقديمي لـ NSA يوضح عمل برنامج بريزم

بريسم أو بريزم (بالإنجليزية: PRISM)‏ برنامج تجسس رقمي مصنف بأنه سري للغاية يُشّغل من قبل وكالة الأمن القومي الأمريكية (NSA) منذ عام 2007. بريزم اسم رمزي يُطلق على مجموعة جهود واسمه الرسمي US-984XN.
سرب إدوارد سنودين في شهر يونيو من عام 2013، وهو عميل متعاقد مع وكالة الأمن القومي (NSA)، مستندات تصف بريسم بأنه برنامج يتيح مراقبة معمقة للاتصالات الحية والمعلومات المخزنة. ويمكن من استهداف أي عميل لشركة منخرطة في برنامج بريسم، في حال كان هذا العميل يسكن خارج الولايات المتحدة، أو كان مواطنًا أمريكيًا له اتصالات تتضمن محتويات وب خاصة بأشخاص خارج الولايات المتحدة. البيانات التي يقال أن بريسم يمكِّن من الحصول عليها تتضمن، رسائل البريد الإلكتروني، ومحادثات الفيديو والصوت، والصور، والاتصالات الصوتية ببرتوكول الإنترنت، وعمليات نقل الملفات، وإخطارات الولوج وتفاصيل الشبكات الاجتماعية.
خول البرنامج الوكالة الاستخبارية الأميركية اختراق الرسائل الالكترونية، والأحاديث الالكترونية الشات والمكالمات الصوتية وغيرها من الوثائق لأشخاص في الخارج وفي الداخل الاميركي. كشفت الوثائق المسرّبة أن وكالة الأمن القومي كانت قادرة على الدخول مباشرة إلى الخوادم الخاصة لكل من مزوّدي الخدمات الأميركية: مايكروسوفت، ياهو، غوغل، آبل، فيسبوك، يوتيوب، سكايب، آيه أو إل، وبالتوك. وبالإضافة إلى التواصل الإلكتروني والملفات المحفوظة داخل خوادم أجهزة الكومبيوتر، كشفت التسريبات أيضاً أن الوكالة الاستخباراتية كانت تتجسس على الاتصالات الهاتفية لعشرات ملايين الأميركيين من حاملي خطوط شركة فيريزون للاتصالات.

## ردود فعل دولية
قال تونيو بورغ المتحدث باسم المفوضية الأوروبية في البرلمان الأوروبي أن المفوضية ستطالب «بالتزام واضح من قبل الولايات المتحدة بشأن احترام الحق الأساسي لجميع المواطنين الأوروبيين بحماية معطياتهم الشخصية.» وأشار إلى وجوب تمتع الأوروبيين بنفس الحقوق التي يتمتع بها المواطنون الأمريكيون. وذكر أنه من المقرر أن تبحث مفوضة شئون العدل فيفيان ريدينغ الأمر مع الإدارة الأمريكية. وألغت ألمانيا اتفاقية تعود لفترة الحرب الباردة تسمح لكل من بريطانيا وفرنسا والولايات المتحدة بطلب عمليات تجسس لحماية جنودها المتمركزين في ألمانيا الغربية في ذلك الوقت.

## وصلات خارجية
- "The Government Is Profiling You". Video.MIT.edu. مؤرشف من الأصل في 2016-12-03.: video explaining the recent history of domestic spying at NSA.
- Top Level Telecommunications. "What is known about NSA's PRISM program". Electrospaces. مؤرشف من الأصل في 2019-11-17. اطلع عليه بتاريخ 2014-04-23. وصف مفصل لكل slides المعروفة حول برنامج بريسم وأعماله الداخلية)
- Zhong, Peng. "A list of alternatives to software and systems that are vulnerable to eavesdropping". PRISM-break.org. مؤرشف من الأصل في 2019-12-04.
- Adam Hart-Davis. "DHD Multimedia Gallery: Natural Science: Prism 2". مؤرشف من الأصل في 2019-05-17.